# Plasnes
Plasnes är en kommun i departementet Eure i regionen Normandie i norra Frankrike. Kommunen ligger i kantonen Bernay-Ouest som tillhör arrondissementet Bernay. År 2022 hade Plasnes 728 invånare.

## Befolkningsutveckling
Antalet invånare i kommunen Plasnes
Referens:INSEE